# آلتیمت واریر
جیمز برایان هلویگ (به انگلیسی: James Brian Hellwig) (زادهٔ ۱۶ ژوئن ۱۹۵۹- ۸ آوریل ۲۰۱۴) یک کشتی‌گیر حرفه‌ای امریکایی بازنشسته بود که در دنیای کشتی کج بیشتر با نام‌های آلتیمیت واریور (به انگلیسی: The Ultimate Warrior) و واریور شناخته می‌شد. او بخاطر نمایش‌هایش در دبلیو دبلیو اف (WWF) در سال‌های ۱۹۸۷ تا ۱۹۹۱ و در ۱۹۹۲ و ۱۹۹۶ و همچنین دبلیو سی دبلیو (WCW)سابق در ۱۹۹۸ معروف است. او در سال ۱۹۸۷ برای اولین بار در wwf(که بعد ها نامش به WWE تغییر پیدا کرد) حضور پیدا کرد)او اولین مسابقه مهم حرفه اش را در سال ۱۹۸۸ در پی پی پرویو سامراسلم انجام داد که در آن مسابقه به مصاف هانکی تانک من رفت که در آن هانکی تانک من صاحب کمربند اینترکانتیننتال(کنربند بین قاره ای بود) که التیمیت واریور در این مسابقه در عرض ۲ دقیقه توانست هانکی تانک من راشکست دهد و توانست صاحب کنربند بین قاره ای شود بعد از آن وی در رسلمنیا ۵ با ریک رود مسابقه ای تک به تک داد اما از ریک رود شکست خورد اما در سامراسلم همان سال باز هم با ریک رود یک مسابقه دیگر داد که اینبار توانست او را شکست دهد و توانست کمربند بین قاره ای خود را از او پس بگیرد وی یک سال بعد در سال ۱۹۹۰ در رویال رامبل مچ شرکت کرد اما نتوانست برنده میدان شود وی مدتی بعد با هالک هوگان که جزء بهترین کشتی گیر های آن زمان بود و به حساب میامد درگیر شد و قرار شد با وی یک مسابقه قهرمان مقابل قهرمان در پی پر ویو رستلمنیا ۶ بدهد که علت نام این مسابقه این بود که آن زمان التیمیت واریور صاحب کمربند بین قاره ای بود و هالک هوگان نیز صاحب کمربند سنگین وزن جهان بود که در آن مسابقه در یک رقابت بسیار تماشایی التیمیت واریور به سختی و با زحمت زیاد توانست هالک هوگان را شکست دهد و قهرمان هر دو کمربند سنگین وزن و کمربند بین قاره ای شد بعد از آن وی در سامراسلم همان سال با ریک رود یک مسابقه قفس فولادین سر کمربند بین قاره ای داد که در آن مسابقه پیروز شد و بعد از آن در پی پر ویو رویال رامبل ۱۹۹۱ التیمیت واریور یک مسابقه تک به تک با سارجت اسلاوتر سر کمربند سنگین وزن داد اما در آن مسابقه با دخالت رندی سویج مسابقه را باخت و نتوانست از کمربند سنگین وزنش دفاع کند اما التیمیت واریور برای این که از رندی سویج انتقام بگیرد با وی یک مسابقه شغل مقابل شغل داد که در آن بازنده مسابقه میبایست برای همیشه از کمپانی wwf خداحافظی کند که در آن مسابقه التیمیت واریور پیروز میدان شد و رندی سویج نیز برای همیشه از wwf خداحافظی کرد. التیمیت واریور در سامراسلم سال ۱۹۹۱ با هالک هوگان تگ تیمی را تشکیل دادند و با سارجنت اسلاتر در سامراسلم ۱۹۹۱ مسابقه دادند و توانستند آنها را شکست دهند بعد از آن وی با اندرتیکر درگیر شد و یک مسابقه body bag match بین آنها در پی پر ویو wwf live 1991 برگزار شد که التیمیت واریور توانست اندرتیکر را شکست دهد بعد از آن التیمیت واریور برای مدتی در wwf حاضر نشد ولی بعد از ۸ ماه غیبت باز دوباره به wwf برگشت و در رسلمنیا ۸ در وسط مسابقه هالک هوگان و سید جاستیس دخالت کرد و سید جاستیس را مورد ضرب و شتم قرار داد و باعث شد که هالک هوگان برنده مسابقه شود ولی باز هم wwf را بعد آن مسابقه ترک کرد ولی بعد از ۴ سال غیبت باز هم به wwf برگشت و در رسلمنیا ۱۲ حضور پیدا کرد و توانست تریپل اچ را در یک مسابقه تک به تک شکست دهد بعد از آن وی با گلداست در پی پر ویو این یور هوس ۷ درگیر شد و توانست وی را شکست دهد و بلافاصله یک شب بعد در آخرین مسابقه اش در wwf با کین در راو ۱۹۹۶ مسابقه داد و وی را شکست داد و بعد از آن التیمیت واریور دیگر در wwf حضور پیدا نکرد و به کمپانی WCW پیوست